# Cowper Lake 194A
Cowper Lake 194A är ett reservat i Kanada.   Det ligger i provinsen Alberta, i den centrala delen av landet, 2 700 km väster om huvudstaden Ottawa. Cowper Lake 194A ligger vid sjön Cowper Lake.
I omgivningarna runt Cowper Lake 194A växer i huvudsak blandskog. Trakten runt Cowper Lake 194A är nära nog obefolkad, med mindre än två invånare per kvadratkilometer.